# Malužín
Malužín je přírodní rezervace severně od obce Bílovice nad Svitavou nad břehy řeky Svitavy v okrese Brno-venkov. Důvodem ochrany je zachování přirozených lesních společenstev s výskytem bramboříku nachového (Cyclamen purpurea) na brněnské vyvřelině.